# Departamento Anejos
El Departamento Anejos es un antiguo y ya desaparecido departamento de la provincia de Córdoba (Argentina) que, a comienzos del siglo XIX, envolvía por el norte (departamento Colón) y por el sur (departamento Santa María) al de la Capital, llamado por entonces Ciudad.

## Toponimia
«Anejo» y «anexo» son dos grafías diferentes de una misma palabra de origen latino: annexus. Desde fines del siglo XIX la grafía con j es poco habitual en Argentina, es decir: hoy tal palabra es casi un arcaísmo en el país (no así en otros países como España); significa algo próximo o inmediato o vecino. En el caso del antiguo departamento cordobés argentino Anejos significaba «unido a los alrededores» (entonces rurales)  de la Ciudad de Córdoba, y luego pasó a ser dividido ese primer departamento de Anejos en otros dos departamentos: Anejos Norte (al norte del río Primero) y Anejos Sur (al sur del mismo río susodicho).

## Historia
El 12 de noviembre de 1858 el gobernador de Córdoba por entonces Mariano Fragueiro dispuso la separación del departamento Anejos en dos partes: Anejos Norte y Anejos Sur, teniendo como referencia divisoria el Río Suquía y el departamento Capital. 
Mediante una ley provincial, promulgada el 29 de agosto de 1878 durante el gobierno de Antonio del Viso se le otorgó a Jesús María la jerarquía de villa, siendo designada además cabecera del departamento Anejos Norte.
En 1892 existía en la República Argentina un clima de celebración por el cuarto centenario de la llegada de Cristóbal Colón a América. El 7 de octubre de ese año y como una manera de sumarse a los festejos, el gobernador Manuel D. Pizarro estableció a través de un decreto el cambio de nombre del departamento Anejos Norte por el de Colón.
Por su parte el sector llamado Anejos Sur luego fue renombrado con el nombre de Santa María. Ese nombre fue designado por los jesuitas que antes de la época de la independencia poseían reducciones en lo que hoy es el departamento.